# Dandan
Dandan – miasto w Marianach Północnych; na wyspie Saipan; według danych szacunkowych na rok 2009 liczy 6 014 mieszkańców Ośrodek turystyczny. Drugie co do wielkości miasto kraju.